# T. Thury Zoltán
T. Thury Zoltán (Írói álneve: G. Th. Harring, G. T. Harring?; feltehetően 1920 előtt született és 1940 után hunyt el); magyar író.
Elsősorban a hazai ponyvairodalomban lett ismert a neve, de írt Saljapin életrajzot és történelmi regényt is. Írásai jelentek meg a Film-Színház-Irodalom és egyéb újságokban is.
Az udinei kastély című regényéből Lajthay Károly rendezésében film is készült volna, a terv azonban meghiúsult.

## Művei
- Támadás, Új Élet regénytár 106. szám, Központi Sajtóvállalat, Budapest, 1939
- A 33-ak erődje, Új Élet regénytár, 112. szám, Központi Sajtóvállalat, Budapest, 1939
- A halál völgye, Új Élet regénytár, 115. szám, Központi Sajtóvállalat, Budapest, 1939
- Vihar tornya, Új Élet regénytár 123. szám, Központi Sajtóvállalat, Budapest, 1939
- A mexikói lovas, Új Élet regénytár 126. szám, Központi Sajtóvállalat Kiadása, Budapest, 1939
- Az égő hajó, Új Élet regénytár 134. szám, Központi Sajtóvállalat Rt., Budapest, 1939
- Arany Tibet, Új Élet regénytár 137. szám, Központi Sajtóvállalat Rt., Budapest, 1939
- Kém, Új Élet regénytár 141. szám, Központi Sajtóvállalat, Budapest, 1939
- G. Th. Harring: A titkok tolvaja, Alfa, Budapest, 193?
- Ártatlan tolvaj (a szerző kiadása)
- Három asszony, Pegazus Könyvkiadó Vállalat, Budapest, 19??
- Aranykaraván, Új Élet regénytár 148. szám, Központi Sajtóvállalat, Budapest, 1940
- Hawai cirkáló, Új Élet regénytár 161. szám, Központi Sajtóvállalat, Budapest, 1940
- A sárga kígyóbőr, Friss Újság Színes Regénytára, 155. szám, Budapest, 1940
- Boldogság felé, Pegazus kiadás, Budapest, 19??
- Kelepce, Színes kisregények sorozat, Színes kisregények Kiadóhivatal, Budapest
- Kettő közül a harmadik, Százezrek Könyve sorozat,
- Palotai nász, Százezrek Könyve sorozat, Dr. Áchim András Könyvkiadó, Budapest
- Ej uhnyem - Saljapin csodálatos élete, Aesopus - Tibor Györgyné Könyvkiadó,
- G. Th. Harring: Harc Doloresért, Pesti Hírlap könyvek 660., Pesti Hírlap, Budapest, 1940
- G. Th. Harring: A málészájú, Pesti Hírlap könyvek 681., Pesti Hírlap, Budapest, 1940
- G. Th. Harring: Kígyóvadász Jim, Kováts, Budapest, 1940
- G. Th. Harring: A nöstényördög, Kováts, Budapest, 1940 körül
- G. Th. Harring: Az elárult farm, Központi Könyvkiadó, 1941, Csillagos regény sorozat
- Várpalota veszélyben!, Vitézi Rend Zrinyi Csoportja, Budapest, 1941, Regényes hőstörténetek sorozat, 1. szám
- G. T. Harring : Lázadás Indiában, Unio, Budapest, 1942, fordította: T. Thury Zoltán
- Mirza aranynapjai, Pegazus Könyvkiadó Vállalat, Budapest, 1942, 160 oldal
- Megtérés, Alfa Könyvkiadó Vállalat, Budapest, 1943
- Győz a szerelem, Nemzeti Figyelő Irodalmi és Kiadó R. T., Budapest, 194?
- G. Th. Harring: Akiket nem fog a golyó - a hindu fanatikus, Express regények, Aurora Nyomda, Budapest, 1948
- G. Th. Harring: Rayal Singh életveszélyben - a hindu fanatikus, Express regények, Aurora Nyomda, Budapest, 1948
- G. Th. Harring: A halálos titok - a hindu „fanatikus”, Aurora Nyomda, Budapest, 1948, Express regények sorozat; Kincses Kiadó, Toronto, 1960

## AVilágvárosi Regényeksorozatban megjelent kisregényei
- Rab szabadlábon, 506. szám, 1938
- L. Z. 44. mégis felrepül, 516. szám, 1938
- Bombaüzlet!, 532. szám, 1938
- A láthatatlan arcvonal, 541. szám, 1938
- Gyémántvadász, 553. szám, 1938
- Bojkott, 562. szám, 1938
- Titkos szolgálat, 569. szám, 1938
- Hindu kelepce, 577. szám, 1938
- A sarlatán, 581. szám, 1939
- Pokol Panamában, 590. szám, 1939
- A láthatatlan fakír, 596. szám, 1939
- Kényes küldetés, 605. szám, 1939
- Hindu méreg, 611. szám, 1939
- Az udinei kastély, 619. szám, 1939
- Örök ellenségek, 629. szám, 1939
- A kék bálvány temploma, 636. szám, 1939
- Veszélyes megbízatás, 647. szám, 1939
- A zöldszemű asszony, 651. szám, 1939
- Államcsíny Khybristánban, 660. szám, 1939
- Mirza hadnagy szerelme, 669. szám, 1939
- Szojim bosszút áll, 678. szám, 1939
- Az emír titka, 685. szám, 1939
- Kelepcében, 693. szám, 1940
- A tibeti kényúr, 703. szám, 1940, Tel-Aviv, 1958
- A kémek kezében, 711. szám, 1940
- Árulás, 716. szám, 1940
- Sárga ördögök, 723. szám, 1940
- Merénylet Dernyőn, 734. szám, 1940
- Hibberdy nyomoz, 755. szám, 1940
- Kaland Bengáliában, 817. szám, 1941
- Mirza csapdában, 860. szám, 1941
- Mirza küldetése, 897. szám, 1942
- Mirza csalódik, 913. szám, 1942